# Мушкетёры (пьеса)
«Мушкетёры» (фр. Les Mousquetaires) — историческая драма французского писателя Александра Дюма-отца, написанная им в соавторстве с Огюстом Маке на основе романа «Двадцать лет спустя» и впервые поставленная на сцене в 1845 году. Стала частью трилогии наряду с пьесами «Юность мушкетёров» и «Узник Бастилии».

## Сюжет
Действие пьесы разворачивается в 1649 году. Сын миледи Винтер Мордаунт случайно становится свидетелем исповеди бетюнского палача и убивает его. Д’Артаньян находит трёх друзей, которых не видел со времён истории с подвесками королевы, и пытается убедить их служить вместе с ним кардиналу Мазарини. Портос соглашается, Атос и Арамис оказываются сторонниками Фронды; друзья договариваются, что не будут мешать друг другу. Вскоре они снова встречаются в Англии: Атос и Арамис служат королю Карлу I, а д’Артаньян и Портос по приказу Мазарини помогают Кромвелю. Друзья снова объединяются, чтобы спасти Карла I, но терпят неудачу из-за Мордаунта, взявшего на себя роль палача. В финале происходит решающая схватка: Мордаунт пытается убить всех четверых с помощью пороха в лодке, потом увлекает Атоса за собой в воду, но тот убивает его ударом кинжала.

## Создание и оценки
Александр Дюма-отец написал «Мушкетёров» совместно с Огюстом Маке, своим соавтором по ряду романов, включая «Двадцать лет спустя». Первая постановка состоялась в театре Амбигю 27 октября 1845 года, вскоре после завершения публикации романа, имевшего огромный успех. По воспоминаниям очевидцев, спектакль начался в половине седьмого вечера и закончился в час ночи. Теофиль Готье посвятил этой премьере фельетон, в котором высоко оценил увиденное. «У нас хватает времени познакомиться с героями, привыкнуть к их повадкам и поверить в их реальность, — написал он. — Пьеса выдержит столько же представлений, сколько номеров газеты занял роман. А это не так уж мало…».
В числе гостей премьеры был Антуан Орлеанский, герцог де Монпансье, четвёртый сын короля Луи-Филиппа, по женской линии потомок Стюартов. Сцена казни Карла I произвела на него отталкивающее впечатление. Дюма это заметил и после представления, будучи представлен герцогу, пообещал ему, что эту сцену из спектакля исключат. Герцог, в целом высоко оценивший пьесу, разрешил Дюма основать свой театр.
Литературоведы констатируют, что авторам стоило больших трудов втиснуть сюжет объёмного романа «Двадцать лет спустя» в рамки пьесы. При этом были в значительной степени утрачены острота интриги и глубина переживаний героев. Позже Дюма и Маке написали пьесу по мотивам «Трёх мушкетёров», которую пришлось назвать «Юность мушкетёров», так как название «Мушкетёры» было уже занято (1849).